# Пам'ятники Києва
Дана стаття призначена для ознайомлення зі списком пам'ятників, меморіалів та скульптурних групами в столиці України міста Києва й короткими відомостями про історію спорудження пам'яток монументального мистецтва в місті.
У Києві велика кількість різноманітних меморіалів, пам'ятників, монументів, скульптурних груп, пам'ятних знаків, погрудь (бюстів) і фігур. Будучи впродовж історії завжди містом мультикультурним, в Києві в різний час «вшановували у камені» діячів багатьох країн і народів.
Як і в інших містах України, переважна більшість пам'ятників і монументів у Києві зосереджена в центральній (історичній) частині, хоча деяке їх число, в тому числі і з огляду на величину міста, сформування власних осередків адміністративних одиниць міста (районів), територіальне розміщення об'єктів культури, місць історичних подій, проживання і/або роботи видатних діячів, включення до складу міста прилеглих населених пунктів тощо, розташовані по всій території міста і на околицях.

## Історія спорудження пам'ятників у Києві

### Пам'ятники Києва до 1917 року
Найстарішим пам'ятником Києва традиційно вважається Пам'ятник Магдебурзькому праву (1802—08). Від нього і починається шерег встановлення монументів і споруд у Києві у добу Російської імперії, яких до Жовтневого перевороту 1917 року нараховувалось ніяк не менше 2 десятків. Чільне місце серед них посідали пам'ятники російським царям та державним діячам імперії.

### Історія пам'ятників Києва у ХХ столітті
З приходом до влади більшовиків велике число пам'ятників було зруйновано і знесено, а на постаменти (місця) деяких, як у випадку з пам'ятником Щорсу, поставлено скульптури інших, вже ідеологічно «витриманих» у дусі нової влади, діячів. Водночас здобутком політики україназації 1930-х стало вшанування українських діячів культури (Пам'ятник Тарасу Шевченку), втім доба репресивних заходів («Розстріляне відродження», Голодомор, колективізація), що змінила короткотерміновий період розвитку, нагло перервала цей процес.
Після Другої світової війни визначним напрямком у зведенні пам'ятників у Києві, як і по всьому СРСР, стала монументалізація «подвигу радянського народу у перемозі в Великій Вітчизняній війні», встановлення пам'ятників окремим подіям та особам війни. Водночас споруджуються ідеологічно спрямовані пам'ятники діячам Громадянської війни в Росії та радянсько-української війни 1917—1921 років, окремим партійним і державним діячам Радянського Союзу. В часи т. зв. «Хрущовської відлиги» (1950—60-ті роки) було започатковано процес вшанування у пам'ятниках діячів української культури (пам'ятник І. Франку, 1956 рік).
Зі здобуттям незалежності України в 1991 році активізується політичне і національно-культурне відродження українського народу, яке розпочалося з демократизацією суспільного життя всередині 1980-х років. Звернення до національного коріння, розвиток національної за змістом і формою культури визначили наперед вшанування багатьох діячів української історії та культури, що отримували негативне забарвлення у трактуваннях радянського періоду, були незаслужено забуті або їм не приділялось достатньо уваги. Це відбувається паралельно з широким перейменуванням топонімів (переважно поверненням до старих назв вулиць, районів, населених пунктів тощо) і є частиною великого процесу інформаційного висвітлення, подеколи «відкриття» цілих пластів національної історії, в т. ч. і з усуненням викривлень інформації та статданих радянської (а часто і царської) історіографії, ідеології та пропаганди. На тлі цих подій не тільки з'являються монументи діячам української історії та культури, а все частіше лунають заклики до знесення пам'ятників «минулої доби».

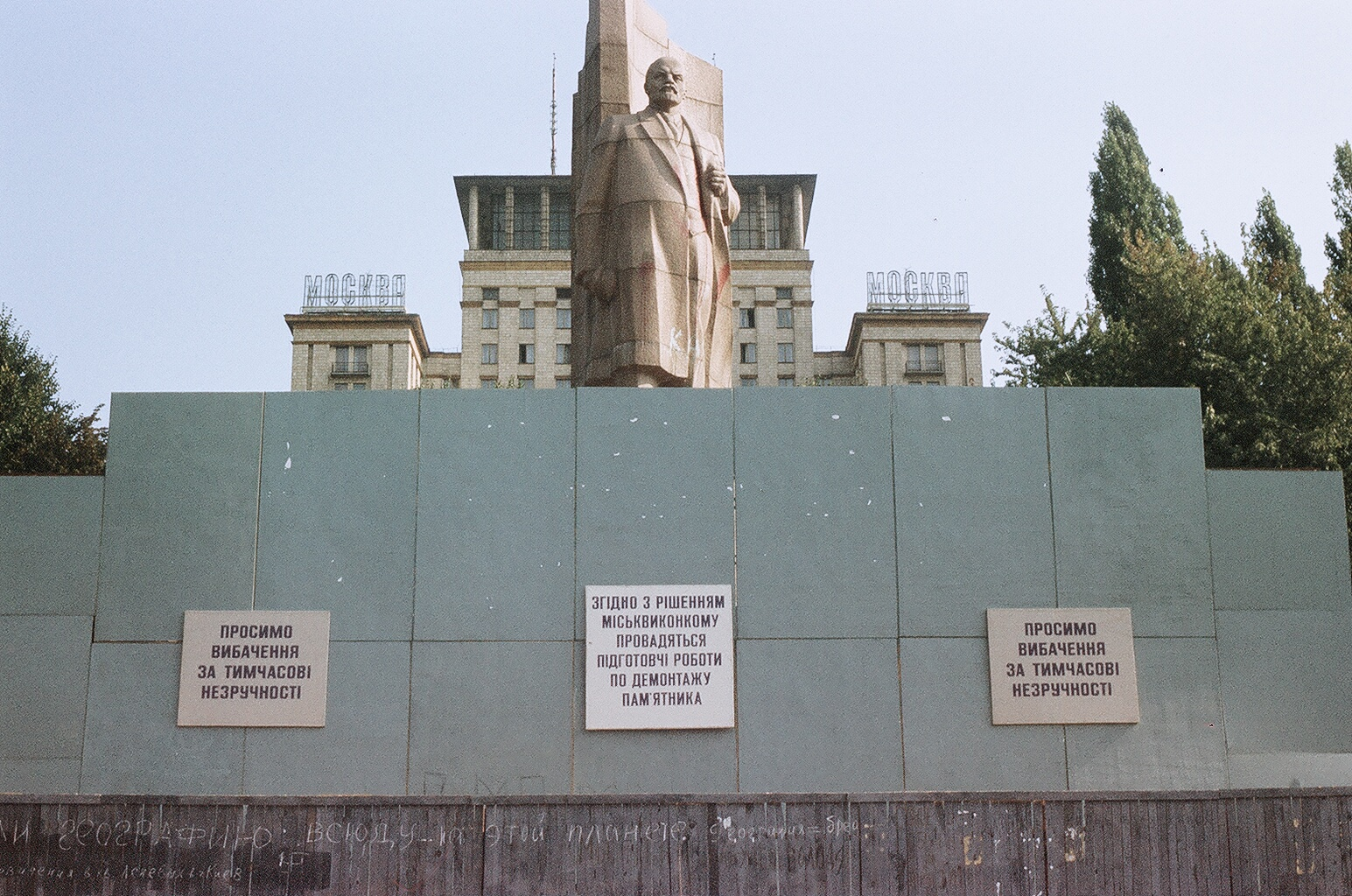
Пам'ятник В. І. Леніну на Майдані Незалежності у Києві. Знесений у 1991 р. за рішенням Київської міськради.

Так, одним з перших знесено великий монумент (зі скульптурними групами селян і робітників) В. І. Леніну в самому центрі міста (на місці сучасного Монумента Незалежності) біля готелю «Москва» (зараз «Україна»). Однак, толерантність у підходах до історичного процесу серед науковців і фахівців, складність формування національних еліт, брак національних ідеології та виховання, подеколи брак коштів і події сучасності, породили безліч дискусій і думок щодо доцільності подальшого знесення пам'ятників діячам радянської (рідше — навіть ширше, російської) історії та культури в Києві. Ці дискусії не припиняються і в наш час (кінець 2000-х років).

### Пам'ятники Києва у XXI столітті
Тенденціями нового тисячоліття у спорудженні пам'ятників у Києві, як і в Україні в цілому, стало вшанування в камені подій і діячів української та світової історії, значення і роль яких висвітлювалися викривлено або не висвітлювалися взагалі за СРСР (меморіал, пам'ятний знак Голодомору, меморіал Голокосту, пам'ятники гетьману Сагайдачному, Лесю Курбасу, Анні Ярославні, Пилипу Орлику, триває підготовка до встановлення пам'ятника Івану Мазепі тощо), спорудження монументів діячам Української Церкви (як і в інших містах країни, особливо на заході), відкриття пам'ятників діячам, що мають відношення до Києва, але творили у контексті інших національних культур (пам'ятники Шолом-Алейхему, Михайлові Булгакову тощо). Ще одним напрямком у зведенні пам'ятників у столиці України є висвітлення у монументальній скульптурі подій та осіб відносно недавньої історії (пам'ятник В'ячеславові Чорноволу, пам'ятник Героям Небесної Сотні на вул. Тургенєвській, монумент Георгію Гонгадзе). Популярним є в теперішній час і зображення в пам'ятниках діячів радянської та української культури (театр, кіно, музика) і спорту (пам'ятники Валерію Лобановському, Анатолію Солов'яненку, Миколі Яковченку, Леонідові Бикову тощо), а також втілення у скульптурі деяких персонажів (пам'ятники Проні Прокоповні і Голохвастову, Поніковському, «їжаку в тумані» тощо) і навіть побутових реалій, часто спонсороване окремими громадянами (з отриманням відповідних дозволів), що однак не є настільки розповсюдженим, як на сході України (Бердянськ, Маріуполь) та в деяких інших пострадянських країнах. Глобалізація і включеність України до світового історичного контексту зумовили встановлення пам'ятників «за обміном» (в Києві встановлюється скульптура діяча іншої культури, а відповідно в місті, зазвичай, столиці іншої країни — українського) або цілком спонсоровані іншими державами (пам'ятники Махтумкулі, Гейдару Алієву тощо), встановлення пам'ятників на честь побратимства Києва з іншими містами (стела Сантьяго де Чилі на проспекті на Героїв Сталінграда), а також пам'ятники на честь подій недавньої світової історії (жертвам терористичного акту 11 вересня 2001 року).
Після початку російсько-української війни у столиці також почали з'являтися відповідні монументи.

## Список сучасних пам'ятників
Пам'ятники подаються за тематичними групами (пам'ятники державним, політичним і військовим діячам України, на честь учасників німецько-радянської війни; на честь подій історії України XX століття тощо), в окрему групу віднесено скульптури, в тому числі паркові. Всередині окремих переліків пам'ятники групуються за абетковим принципом. Для візуального ознайомлення з пам'ятниками, а також отримання відомостей про них, слід звернутися до окремих статей про пам'ятники, або переглянути статті, присвячені міські скульптурі за окремими міськими районами:
- Пам'ятники Голосіївського району;
- Пам'ятники Дарницького району;
- Пам'ятники Деснянського району Києва;
- Пам'ятники Дніпровського району Києва;
- Пам'ятники Оболонського району;
- Пам'ятники Печерського району;
- Пам'ятники Подільського району Києва;
- Пам'ятники Святошинського району;
- Пам'ятники Солом'янського району;
- Пам'ятники Шевченківського району Києва.

## Пам'ятники Києва

### Державним, політичним, релігійним і військовим діячам України
- Володимиру Великому;
- Пилипу Орлику;
- Миколі Святоші;
- Княгині Ользі;
- Петрові Сагайдачному;
- Князю Святославу;
- Богдану Хмельницькому;
- Чорноволу В'ячеславу;
- Анні Ярославні;
- Ярославу Мудрому.

### Діячам культури та науки України
- Бикову Леоніду (Військовим Льотчикам німецько-радянської війни);
- Біляшівському Миколі;
- Булгакову Михайлу;
- Вернадському Володимиру;
- Гоголю Миколі (на Русанівській набережній);
- Городецькому Владиславу;
- Іщенку Івану;
- Кирпичову Віктору (на території Київського Політехнічного інституту);
- Козловському Івану;
- Корольову Сергію (на території Київського Політехнічного інституту);
- Корольову Сергію (на території ВО «Меридіан ім. С. П. Корольова», бульвар В. Гавела, 8);
- Кравчуку Михайлу (на території Київського Політехнічного інституту);
- Лебедєву Сергію (на території Київського Політехнічного інституту);
- Липинському В'ячеславові;
- Лобановському Валерію;
- Могилі Петру (на території Києво-Печерської лаври);
- Могилі Петру (на території МАУП);
- Нестерову Петру;
- Нестору-літописцю;
- Образцову Василю;
- Параджанову Сергію (на території Кіностудії імені Олександра Довженка);
- Патону Євгену (на території Київського Політехнічного інституту);
- Платонову Сергію;
- Рильському Максиму;
- Рильському Максиму, погруддя;
- Сікорському Ігорю (на території Київського Політехнічного інституту);
- Сікорському Івану, погруддя (на території МАУП);
- Сковороді Григорію (на Контрактовій площі);
- Сковороді Григорію (на території МАУП);
- Солов'яненку Анатолію;
- Стражеску Миколі (перед будівлею Інституту кардіології АМН України на вулиці Народного ополчення, 5);
- Стусу Василю, пам'ятний знак;
- Телізі Олені (на території Київського Політехнічного інституту);
- Тимошенку Степану (на території Київського Політехнічного інституту);
- Лесі Українці на площі Лесі Українки;
- Лесі Українці, паркова скульптура в Міському саді;
- Лесі Українці (на території МАУП);
- Франку Іванові, поруч з будівлею Національного академічного драматичного театру імені Івана Франка;
- Франку Іванові (на території МАУП);
- Шевченку Тарасові, «Прометей» в Київському державному музеї Т. Шевченка (1988)
- Шевченку Тарасові, посередині Андріївського узвозу роботи Івана Кавалерідзе;
- Шевченку Тарасові, пам'ятний знак біля Хати на Пріорці;
- Шевченку Тарасові, на території кіностудії імені Олександра Довженка;
- Шевченку Тарасові (на території МАУП);
- Шевченку Тарасові, погруддя на території гімназії № 109, по вулиці Панаса Мирного, 24;
- Шолом-Алейхему;
- Яковченку Миколі;
- Яновському Феофілу (на території київського Інституту фтизіатрії та пульмонології імені Ф. Яновського по вулиці Миколи Амосова, 7).

### На честь подій історії Києва та України
- Андрію Первозванному Святому апостолу біля Аскольдової могили;
- Пам'ятник білорусам, загиблим за Україну на вул. Білоруській, 22
- Арка Свободи українського народу, скульптурна композиція на честь Переяславської ради (1654);
- Вічний Київ, скульптурна композиція;
- Герої не вмирають, пам'ятник біля вул. Маршала Тимошенка, 18;
- Героям Небесної Сотні, пам'ятник на вул. Тургенєвській, 11;
- Героям Небесної Сотні, пам'ятник на вул. Академіка Янгеля, 5;
- Героям Крут, меморіал на Аскольдовій могилі;
- Олександрові Плеханову, герою Небесної Сотні, меморіал на вул. Преображенській;
- Знищеному поселенню на Трухановому острові, пам'ятний знак;
- Зруйнованому Успенському собору, пам'ятний знак;
- Кирилу і Мефодію, на території Києво-Печерської лаври;
- «Князь Володимир обирає віру», скульптурна група;
- Магдебурзькому праву («Колона Магдебурзького права»);
- Незалежності, монумент;
- Передмостовій слобідці', пам'ятний знак на острові Венеціанському у Гідропарку;
- Шулявській республіці (біля головного корпусу Київського політехнічного інституту);
- на честь 1500-ліття Києва, пам'ятний знак (біля б. № 15 по вул. В. Іваниса);
- на честь заснування міста Києва, пам'ятний знак у Наводницькому парку на набережній Дніпра;
- на честь легендарних засновників міста, скульптурна композиція-фонтан на Майдані Незалежності;
- на честь першого київського трамваю, пам'ятний знак на Поштовій площі;
- на честь 1000-ліття Хрещення Київської Русі, Меморіал жертвам переслідувань за віру в Христа «Жертвам за Віру» («Пам'ять»), 1988. Скульптор Євген Прокопов. На місті тоді ще зруйнованого Михайлівського Золотоверхого монастиря.
- на честь хрещення киян (988 р.), пам'ятний хрест біля входу до Іллінської церкви на вулиці Почайнинській;
- на честь 2000-ліття від Різдва Христового, пам'ятний знак.

### На вшанування жертв Голодомору і репресій 1930-х років
Фактично в кожному міському районі на спомин про страшний Голодомор 1932—33 років встановлено пам'ятні знаки, переважно хрести, а у деяких, як у Святошинському відразу декілька — у пам'ять про жертви окремих сіл, що на той час не входили до складу Києва.
- Жертвам Голодомору, пам'ятний хрест на території церкви Миколи Набережного на Почайнинській вулиці на Подолі;
- Жертвам Голодомору 1932–1933 років, пам'ятний хрест на території Солом'янського кладовища;
- Жертвам Голодомору 1932–1933 років мешканцям села Біличі, пам'ятний хрест;
- Жертвам Голодомору 1932–1933 років мешканцям села Братська Борщагівка, пам'ятний хрест;
- Жертвам Голодомору 1932–1933 років мешканцям села Михайлівська Борщагівка, пам'ятний хрест;
- Жертвам Голодомору (на території МАУП), пам'ятний знак;
- Жертвам Голодомору 1932–1933 років у Дарниці, пам'ятний хрест;
- Жертвам радянських репресій (при вході до історико-меморіального заповідника «Биківнянські могили»);
- Жертвам радянських репресій', меморіал на території історико-меморіального заповідника «Биківнянські могили»;
- Жертвам репресій НКВС 1930–1950-х років, пам'ятний хрест біля Жовтневого палацу, по вулиці Інститутській, 1;
- Пам'яті жертв голодоморів в Україні, меморіал.

### На честь трагедії та подвигу у німецько-радянській війні
- Батьківщина-мати;
- Боровиченко Марії, погруддя;
- «Вам, отдавшим пламень жизни ради жизни на земле», меморіальний комплекс (ДВРЗ);
- Військовим Льотчикам німецько-радянської війни (Бикову Леоніду);
- Воїнам визволителям міста Києва, меморіал на вулиці Командарма Уборевича неподалік рогу з проспектом Академіка Палладіна;
- Воїнам-автомобілістам Радянської Армії, що загинули в бою (1943 рік), на вулиці Симиренка;
- Героям Труханівцям, які загинули на фронтах німецько-радянської війни' (на Трухановому острові);
- Групі вояків Радянської Армії, що полягли на території ДВРЗ;
- Групі вояків Радянської Армії, що полягли на території Рембази;
- Жертвам Бабиного Яру;
- Жертвам Дарницького концтабору, у сквері на розі Харківського шосе і вулиці Сімферопольської;
- Загиблим верстатобудівникам на вул. Червонозаводській;
- Загиблим в роки німецько-радянської війни біля музею історії України у Другій світовій війні;
- Закатованим у Дарницькому концтаборі (у Дарницькому лісі);
- Захисникам вітчизни до 60-річчя Перемоги', стела в Деснянському парку;
- Карбишеву Дмитру, на території ЗОШ № 2 (вул. Копилівська, 36);
- Кудряшову В. І., погруддя (на вулиці Фурманова, 1/5);
- Курган «Безсмертя» (у парку «Перемога»);
- Мати, що проводжає сина на фронт, скульптурна група в парку «Перемога»;
- Морякам Дніпровської військової флотилії;
- Полеглим воякам-уродженцям Чапаєвки;
- Полеглим воякам-уродженцям Пирогова;
- Працівникам ВАТ «Київхімволокно», загиблим у роки війни;
- Радянським воїнам, викладачам і студентам (Української сільськогосподарської академії), меморіал;
- Радянським громадянам та військовополоненим, розстріляним фашистами, на Привокзальній площі в Новій Дарниці;
- Радянських і польських воїнів, меморіал (на території Дарницького цвинтаря);
- Слави, обеліск і меморіал в Алеї Слави на площі Слави;
- Співробітникам Олександрівської лікарні, полеглим у війні на території Олександрівської клінічної лікарні;
- Співробітникам Інституту фтизіатрії та пульмонології, полеглим у роки війни (на території київського Інституту фтизіатрії та пульмонології імені Ф. Яновського по вулиці Миколи Амосова, 7);
- Студентам і викладачам Політехнічного інституту, загиблим у ВВв;
- на місці боїв між радянськими і німецькими військами у Голосієво, пам'ятний камінь;
- на місці Дарницького концтабору, пам'ятний знак (біля прохідної військової частини по вулиці Бориспільській);

### На честь діячів і подій радянської історії
Від 1990-х років пам'ятники найодіознішим діячам радянської історії, зокрема особам, що чинили репресії в Україні, постійно піддавалися вандалізму, висувалися вимоги щодо їх знесення, Наприкінці 2000-х років низка з них була вилучена з держреєстру пам'ятників, і деякі були вже демонтовані у 2009 або після 2014.

### На честь подій історії України та світу 2-ї половини ХХ століття
- Воїнам-афганцям поблизу Києво-Печерської Лаври;
- Воїнам-інтернаціоналістам з Подолу, які загинули в Афганістані, пам'ятний знак;
- Жертвам Куренівської трагедії, пам'ятний знак біля стін трамвайного депо на Кирилівській вулиці;
- Жертвам терактів 11 вересня 2001 року, пам'ятний знак;
- Жертв Чорнобильської катастрофи, меморіал біля музею Чорнобиля на провулку Хорива;
- Жертв Чорнобильської катастрофи, міський меморіал (на території Свято-Михайлівського монастиря);
- Жертв Чорнобильської катастрофи, районний (Дніпровського району) меморіал (у сквері перед будівлею по проспекту Миру, 19/18);
- Загиблим у Чорнобилі працівникам внутрішніх справ України, у приміщенні Головного управління Національної поліції в Київській області(вул. Володимирська);
- Пам’ятний знак на спомин про померлих від тифу пацієнтів Олександрівської клінічної лікарні у Києві на місці зруйнованого цвинтаря, в верхній частині території лікарні з сторони вулиці Шовковичної;
- Воїнам-інтернаціоналістам (Дарницького району), на розі вулиць Вербицького та Декабристів;
- Ґонґадзе та журналістам, які загинули за свободу слова;
- Загиблим у Афганістані воїнам-«афганцям», меморіал на розі вулиць Командарма Уборевича та Чорнобильської;
- Захисникам незалежності України - учасникам АТО, пам'ятник на Володимирській вулиці навпроти будинку СБУ;
- «Пам'ятник Жертвам Чорнобильської трагедії», меморіальний комплекс на розі проспекту Перемоги і Чорнобильської вулиці;
- Першому намету Помаранчевої революції (на Контрактовій площі);
- Подолянам, ліквідаторам аварії на ЧАЕС, пам'ятний камінь на Кирилівській вулиці;
- Працівникам органів внутрішніх справ України, загиблих під час виконання службових обов'язків (на Солом'янській площі);
- Студентам і співробітникам МАУП-учасникам національної революції 2004 року, пам'ятний знак;
- Хрест Помаранчевої революції;
- «Червона стрічка», меморіал;
- на честь 60-ї річниці заснування ООН, пам'ятний камінь.
- Студентам та викладачам Київського державного університету імені Тараса Шевченка — «Шлях пізнання», 1989, біля корпусу фізичного факультету КДУ, скульптор Євген Прокопов.

### На честь діячів та історії зарубіжжя, знаки побратимства
- Алієву Гейдару (пам'ятник у сквері імені Гейдара Алієва та бюст на території МАУП);
- Вургуну Самеду;
- Глинці Михайлу;
- Імадеддіну Насімі
- Жабаєву Жамбилу (на території парку «Нивки»);
- Кіотська ступа (з нагоди встановлення побратимства між Києвом та Кіото);
- Махатмі Ганді
- Махтумкулі
- Менделєєву Дмитру (на території Київського Політехнічного інституту);
- Павлову Івану на території Головного військового клінічного госпіталю;
- Рамону Кастільї-і-Маркесадо[3]
- Руставелі Шота;
- Сантьяго де Чилі', пам'ятний знак-стела;
- Ушинському Костянтину (у сквері на розі Чоколівського бульвару та вулиці Пітерської);
- Хвойці Вікентію (на території МАУП);
- Хосе де Сан-Мартіну
- «1100-ліття віднайдення угорцями своєї Батьківщини», пам'ятний знак біля Аскольдової могили;
- на честь побратимства Києва і Братислави, пам'ятний знак.

### Міська скульптура, оригінальні пам'ятники, фігури
Особливо багато міської камерної скульптури в Києві встановлено на території Міжрегіональної академії управління персоналом, є й паркові скульптури, зокрема в Міському парку. Є також різноманітні транспортні засоби, встановлені на постаменти, як пам'ятники.
- Аверроеса, бюст;
- апостолів Луки та Іоанна, фігури на проспекті Героїв Сталінграда;
- апостолів Матфея та Марка, фігури на проспекті Героїв Сталінграда;
- Арістотеля, бюст;
- Будді, пам'ятний знак;
- Будівничому, біля входу до офісу будівельної корпорації «Столиця»;
- Вардхамані, пам'ятний знак;
- Вебера Макса, погруддя;
- Вернадського Володимира, погруддя;
- Вітрильник, фігура на початку проспекту Героїв Сталінграда (після спуску з Північного мосту, праворуч);
- Голодної дівчинки, фігура на території Меморіалу пам'яті жертв голодоморів в Україні;
- Ехнатону, пам'ятний знак;
- Заньковецької Марії, паркова скульптура;
- «Запорожцю» (автомобілю);
- Запорозький козак і кобзар, скульптурна група посередині вулиці Сагайдачного;
- Зороастру, пам'ятний знак;
- «Камінь — зброя пролетаріату», скульптурна композиція (біля кінотеатру «Жовтень»);
- Кирила Солунського, фігура;
- Кінному трамваю;
- «Козак Мамай», скульптурна композиція;
- «Козак Переможець», скульптурна композиція;
- Конфуцію, пам'ятний знак;
- Котигорошка, фігура на території Київського лялькового театру;
- Лао-цзи, пам'ятний знак;
- Мефодія Солунського, фігура;
- Михайла Архангела', фігура у сквері неподалік будівлі районної ради і районної держадміністрації Оболонського району
- «Місце зустрічі змінити не можна», скульптурна композиція біля будівлі МВС України;
- Мойсею, пам'ятний знак;
- Мухаммеду, пам'ятний знак;
- Нестора-літописця, фігура;
- Носу Миколи Гоголя;
- Папи Карла, фігура на території Київського лялькового театру;
- Овідія, погруддя;
- Пальма Мерцалова, скульптура в торгово-виставковому комплексі «Глобус»;
- Паровоз (на честь бойових та трудових подвигів київських залізничників) (на розі вулиць Липківського та Кудряшова);
- Паніковський (на вул. Прорізній)
- Піфагору Самоському, пам'ятний знак;
- Платона, погруддя;
- Проні Прокопівні Сірковій та Свириду Петровичу Голохвастову;
- Робітникам українцю і росіянину (в композиції Арка Свободи українського народу);
- Сміттєвозу (на вулиці Газопровідній, 85);
- Сократа, погруддя;
- Сорокіна Пітіріма, погруддя;
- «Старий трамвай» (біля трамвайного депо на вулиці Кирилівський);
- «Хлопець і дівчина», паркова скульптура (на території парку «Відрадний»);
- Хлопець і дівчина, паркова скульптура (на території парку «Відрадний»);
- на місці одного із витоків річки Либідь, пам'ятний камінь (на території парку «Відрадний»).
- на честь 40-річчя захисту посівів цукрового буряка «Бетаналом», пам'ятний знак (на території Інституту цукрових буряків по вулиці Солом'янській, 40).
- міні-скульптури проекту "Шукай".

## Колишні
| Назва                                                              | Розташування | Координати                                                                      | Короткі відомості | Зображення                                 |
| ------------------------------------------------------------------ | --- | ------------------------------------------------------------------------------- | --- | ------------------------------------------ |
| Бобринському Олексію, графу                                        | Перехрестя Бібіковського бульвару та вулиці Безаківської                                                                                 | 50°26′36.9″ пн. ш. 30°29′49.75″ сх. д. / 50.443583° пн. ш. 30.4971528° сх. д.   | Відкритий 6 лютого 1872 року на честь графа Олексія Бобринського. Демонтований радянською владою у 1926 році та знищений наприкінці 1920-х рр. Автор пам'ятника — архітектор Іван Шредер |                                            |
| Боженку Василю                                                     | перед сквериком поруч з меблевою фабрикою на вулиці Казимира Малевича.                                                                   | 50°25′02.6″ пн. ш. 30°31′08.4″ сх. д. / 50.417389° пн. ш. 30.519000° сх. д.     | Відкрито 1967 року. Автори — скульптор В. П. Вінайкін, архітектори В. С. Богдановський та І. Л. Масленков. Пам'ятник — скульптурний бюст на високому прямокутному постаменті (штучний камінь).. Бюст було зруйновано 15 листопада 2015 року через негоду — на бюст впало дерево, розтрощивши його на дрібні уламки |                                            |
| Ватутіну Миколі                                                    | Маріїнський парк |                                                                                 | Пам'ятник відкрито 25 січня 1948 року на могилі генерала, при вході в Маріїнський парк з боку вулиці Грушевського. Автори — скульптор Євген Вучетич, архітектор Яків Білопільський. Фігуру Миколи Ватутіна з сірого граніту встановлено на постаменті з чорного лабрадориту. Стилобат пам'ятнику покрито мозаїчним килимом. Загальна висота пам'ятника — 8,55 м. Демонтований 9 лютого 2023 року у рамках декомунізації. |                                            |
| Великій Жовтневій соціалістичній революції, монумент               | площа Жовтневої революції | 50°26′57.6″ пн. ш. 30°31′32.4″ сх. д. / 50.449333° пн. ш. 30.525667° сх. д.     | Був розташований на площі Жовтневої революції (теп. Майдан Незалежності) з 1977 по 1992 рік. |                                            |
| Героям Великої Жовтневої соціалістичної революції                  | На краю Маріїнського парку з боку будівлі Верховної Ради України                                                                         | 50°26′51.3″ пн. ш. 30°32′20.5″ сх. д. / 50.447583° пн. ш. 30.539028° сх. д.     | Встановлений 1927 року (арх. Василь Онащенко), але під час ІІ Світової війни був зруйнований. Відбудований і відкритий 6 листопада 1949 року (арх. Зіновій Чечик). На початку квітня 2014 р. зникли гранітна урна та фасадна дошка с пам'ятним написом, бронзові вінки з боків постаменту. |                                            |
| Горького Максима, погруддя                                         | на просп. Перемоги, 71А | 50°27′26.1″ пн. ш. 30°24′6.0″ сх. д. / 50.457250° пн. ш. 30.401667° сх. д.      | Погруддя Максима Горького встановлене перед колишнім будинком культури Заводу верстатів та автоматів імені Максима Горького (нині ВАТ «Веркон»). Зруйноване у жовтні 2011 року. | Пам'ятник Максимові Горькому               |
| Дрентельну                                                         | Володимирська гірка |                                                                                 | Відкритий 15 травня 1889 року на місці смерті генерал-губернатора Олександра Дрентельна. Являв собою триметровий гранітний обеліск з позолоченим хрестом. Знесений більшовиками у 1919 році. Автор пам'ятника — архітектор Володимир Ніколаєв |                                            |
| Жовтневої революції, обеліск                                       | Софійська площа | 50°27′12.5″ пн. ш. 30°30′58.1″ сх. д. / 50.453472° пн. ш. 30.516139° сх. д.     | Збудований більшовиками обабіч пам'ятника Богдану Хмельницькому з фанери у 1919 році. Знищений того самого року денікінськими військами |                                            |
| Іванову Андрію, погруддя                                           | У невеличкому сквері перед будівлею «Київміськбуду» на розі вулиці Михайла Омеляновича-Павленка та Бутишева провулка.                    | 50°26′24.2″ пн. ш. 30°32′56.9″ сх. д. / 50.440056° пн. ш. 30.549139° сх. д.     | Відкрито 25 січня 1976 року. Автори — скульптор Макар Вронський і архітектор Василь Гнєздилов. Пам'ятник являє собою бронзовий бюст на гранітному п'єдесталі. Загальна висота — 5 м. Знесений 27 травня 2015 року. |                                            |
| Ірининський стовп                                                  | Ріг вулиць Володимирської та Ірининської                                                                                                 | 50°27′4.6″ пн. ш. 30°30′55.8″ сх. д. / 50.451278° пн. ш. 30.515500° сх. д.      | Один із стовпів літописного Ірининського монастиря Ярослава Мудрого у Києві, у 1852 році оформлений як пам'ятник. Знесений радянською владою у 1932 році в рамках антирелігійної кампанії. |                                            |
| Іскрі та Кочубею                                                   | Арсенальна площа | 50°26′38.2″ пн. ш. 30°32′43.3″ сх. д. / 50.443944° пн. ш. 30.545361° сх. д.     | Відкритий у 1914 році на сучасній Арсенальній площі з нагоди 200-річчя Полтавської битви. Демонтований українською владою у 1918 році. Постамент пам'ятника у 1923 році був використаний більшовиками для спорудження пам'ятника арсенальцям. Автор пам'ятника — військовий інженер штабс-капітан П. Самсонов |                                            |
| Карбишеву Дмитру                                                   | на території ЗОШ № 2 (вул. Копилівська, 36)                                                                                              | 50°29′24″ пн. ш. 30°27′48″ сх. д. / 50.49000° пн. ш. 30.46333° сх. д.           | Пам'ятник Дмитру Карбишеву, споруджено 1969 р. Автор — скульптор Олексій Олійник. Це була прямокутна стела з бетону, обличкована плитами з червоного полірованого граніту, що завершувалася бронзовим барельєфним портретом Карбишева. Загальна висота — 2,75 м. Демонтований у листопаді 2023 в межах деколонізації |                                            |
| Київській гавані                                                   | Набережна Дніпра |                                                                                 | Відкритий у 1900 році, на честь закінчення робіт з облаштування київської гавані. Знесений більшовиками у 1920-х рр. Автор пам'ятника — інженер Едуард Брадтман |                                            |
| Кирпоносу Михайлові                                                | На вулиці В. Петріва | 50°27′46.4″ пн. ш. 30°24′41.2″ сх. д. / 50.462889° пн. ш. 30.411444° сх. д.     | Пам'ятник Кирпоносу встановлено у 1973 році. Автори — скульптор Галина Кальченко і архітектор Анатолій Ігнащенко. Знесено разом з постаментом 26 жовтня 2023 р. | Пам'ятник Кирпоносу                        |
| Комсомольцям [19]20-х років                                        | У парку «Нивки» з боку проспекту Перемоги                                                                                                | 50°27′34.6″ пн. ш. 30°24′39.1″ сх. д. / 50.459611° пн. ш. 30.410861° сх. д.     | Пам'ятник править за композиційний центр парку Ленінського комсомолу (зараз об'єднаний з парком імені XXII з'їзду КПРС у парк «Нивки»). Відкрито 1961 року. Автор — скульптор В. Г. Сорока. Пам'ятник виготовлено із залізобетону, його загальна висота — 5,3 м. Являє собою фігуру комсомольця на високому постаменті, в будьонівці й шинелі з молотом у руках. Знесено в рамках Ленінопаду в ніч на 27 травня 2015 року. |                                            |
| Коротченку Дем'янові                                               | У парку «Нивки» з боку проспекту Перемоги                                                                                                | 50°27′33.8″ пн. ш. 30°25′9.2″ сх. д. / 50.459389° пн. ш. 30.419222° сх. д.      | Пам'ятник встановлено біля головного входу до парку імені XXII з'їзду КПРС (зараз об'єднаний з парком Ленінського комсомолу у парк «Нивки»). Споруджено 1974 року. Автори — скульптор Олександр Ковальов і архітектор Сергій Миргородський. Трьохнатурна бронзова напівфігура встановлена на гранітному постаменті заввишки 3 м. Знесено в рамках Ленінопаду в ніч на 27 травня 2015 року. |                                            |
| Косіору Станіславу                                                 | у сквері на розі вулиць Артема та Глибочицької                                                                                           | 50°27′34.9″ пн. ш. 30°29′09.4″ сх. д. / 50.459694° пн. ш. 30.485944° сх. д.     | Пам'ятник було відкрито 29 квітня 1970 року (бюст і постамент із сірого граніту; висота 5,7 м). У 1984 році на тому ж постаменті встановлено бюст з бронзи, автори якого — скульптор І. В. Макогон, архітектори Е. П. Вересов, М. Т. Катернога. 19 листопада 2008 року на виконання наказу міністра культури й туризму України, згідно з яким, з Державного реєстру пам'ятників виключено 11 об'єктів, зокрема ті, що увічнювали осіб, причетних до виконання та здійснення Голодомору та політичних репресій в Україні, пам'ятник Станіславу Косіору, який упродовж десяти років (1928—1938) був Генеральним секретарем ЦК КП(б)У, був демонтований міськими службами. |                                            |
| Космодем'янській Зої                                               | У колишньому сквері ім. Зої Космодем'янської на розі вулиць Олеся Гончара та Богдана Хмельницького.                                      | 50°26′55.2″ пн. ш. 30°29′55.7″ сх. д. / 50.448667° пн. ш. 30.498806° сх. д.     | Встановлений на початку 2000-них років на честь російської радянської партизанки Зої Космодем'янської. Демонтований наприкінці червня 2023 року в рамках кампанії деколонізації, спричиненої нападом Росії на Україну. |                                            |
| Крупській Надії                                                    | на Привокзальній площі в Новій Дарниці                                                                                                   | 50°25′50.88″ пн. ш. 30°39′1.79″ сх. д. / 50.4308000° пн. ш. 30.6504972° сх. д.  | Пам'ятник дружині і соратниці по партії В. І. Леніна, Н. К. Крупській, яка у 1877 році навчалася в одній з київських гімназій, відкрито у Новій Дарниці в 1969 році з нагоди 100-річного ювілею з дня її народження. Автори — скульптор Арон Футерман та архітектор Олександр Сидоренко. Бюст з білого мармуру ніби є продовженням прямокутного постаменту з сірого граніту. Загальна висота монументу — 3,8 м. Навесні 2009 року був вилучений із держреєстру пам'ятників. Демонтований 21 травня 2016 року. |                                            |
| Леніну Володимиру                                                  | на початку бульвару Тараса Шевченка перед Бессарабською площею                                                                           | 50°26′32.96″ пн. ш. 30°31′10″ сх. д. / 50.4424889° пн. ш. 30.51944° сх. д.      | Відкрито 5 липня 1946 року. Автори пам'ятника — скульптор С. Д. Меркуров, архітектори О. В. Власов і В. Д. Єлізаров. 30 червня 2009 року вночі з боку ряду осіб пам'ятник зазнав значних ушкоджень. Зруйнований 8 грудня 2013 року о 18:30. |                                            |
| Леніну Володимиру                                                  | на Старовокзальній вулиці, 17 | 50°26′36.6″ пн. ш. 30°29′26.2″ сх. д. / 50.443500° пн. ш. 30.490611° сх. д.     | Пам'ятник Володимиру Леніну було встановлено на парадній площі заводу «Ленінська кузня» у 1952 році. Скульптори Ю. І. Білостоцький та Е. М. Фрідман. Після того, як частина заводу була продана під торговельні комплекси, пам'ятник опинився на автостоянці супермаркету. Зруйнований 22 лютого 2014 в межах Ленінопаду | Пам'ятник Володимиру Леніну                |
| Леніну Володимиру                                                  | на Глибочицькій вулиці, 17 | 50°27′47.3″ пн. ш. 30°29′24.9″ сх. д. / 50.463139° пн. ш. 30.490250° сх. д.     | Бронзовий пам'ятник Володимиру Леніну на гранітному постаменті був встановлений на території заводу «Електроприлад» у 1964 році. Пам'ятник демонтований 23 лютого 2014 року. | Пам'ятник Володимиру Леніну                |
| Леніну Володимиру                                                  | На вулиці Електриків, 28 | 50°28′29.3″ пн. ш. 30°31′51.8″ сх. д. / 50.474806° пн. ш. 30.531056° сх. д.     | Невелике погруддя Володимира Леніна було встановлене на території колишнього заводу «Ремдизель» (на місці якого будується Подільський мостовий перехід). Зруйнований в межах Ленінопаду 23 лютого 2014. |                                            |
| Леніну Володимиру                                                  | На Алматинській вулиці, 74 | 50°26′59.7″ пн. ш. 30°40′57.9″ сх. д. / 50.449917° пн. ш. 30.682750° сх. д.     | Пам'ятник Володимиру Леніну було встановлено на площі перед заводоуправлінням Дарницького вагоноремонтного заводу у 1959 році. Автори — скульптор Семен Андрейченко й архітектор Ігор Масленков. Демонтований 24 лютого 2014 року силами працівників заводу. | Пам'ятник Володимиру Леніну                |
| Леніну Володимиру                                                  | На вулиці Князів Острозьких, 8 | 50°26′26.3″ пн. ш. 30°32′38″ сх. д. / 50.440639° пн. ш. 30.54389° сх. д.        | Бронзова фігура Володимиру Леніну на високому постаменті була встановлена на території заводу «Арсенал» у 1960 році. Автори — скульптор Аполлінарій Стемпковський, архітектор М. Свинар. Пам'ятник демонтований 27 лютого 2014 року силами працівників заводу. | Пам'ятник Володимиру Леніну                |
| Леніну Володимиру                                                  | На Дегтярівській вулиці, 21 | 50°27′44.4″ пн. ш. 30°27′34.5″ сх. д. / 50.462333° пн. ш. 30.459583° сх. д.     | Пам'ятник Володимиру Леніну був розташований на території заводу «Будшляхмаш». Знесений в межах Ленінопаду у березні 2014 року | Пам'ятник Володимиру Леніну                |
| Леніну Володимиру                                                  | на вулиці Гетьмана, 2 | 50°27′7.2″ пн. ш. 30°26′34.8″ сх. д. / 50.452000° пн. ш. 30.443000° сх. д.      | Пам'ятник Володимиру Леніну з червоного граніту був встановлений на території заводу «Більшовик» 22 квітня 1967 році, скульптор Олексій Олійник. Демонтований 15 квітня 2016 року. | Пам'ятник Володимиру Леніну                |
| Леніну Володимиру                                                  | на Дегтярівській вулиці, 23 | 50°27′44″ пн. ш. 30°27′22.4″ сх. д. / 50.46222° пн. ш. 30.456222° сх. д.        | Позолочений пам'ятник Володимиру Леніну на бетонному постаменті був розташований на території Дитячої клінічної інфекційної лікарні. Демонтований у 2009 році. | Пам'ятник Володимиру Леніну                |
| Леніну Володимиру                                                  | на бульварі Вацлава Гавела, 8 | 50°26′50″ пн. ш. 30°24′59.8″ сх. д. / 50.44722° пн. ш. 30.416611° сх. д.        | Пам'ятник Володимиру Леніну, на якому він зображений в кепці та сидячи, встановлений на території ВО «Меридіан» у 1977 році, автор — скульптор Олексій Олійник. | Пам'ятник Володимиру Леніну                |
| Леніну Володимиру                                                  | на Відрадному проспекті, 103 | 50°24′53.9″ пн. ш. 30°25′33.1″ сх. д. / 50.414972° пн. ш. 30.425861° сх. д.     | Пам'ятник Володимиру Леніну з червоного граніту встановлений на території ДБК-3. | Пам'ятник Володимиру Леніну                |
| Леніну Володимиру                                                  | На Трухановому острові | 50°28′38.1″ пн. ш. 30°30′18.6″ сх. д. / 50.477250° пн. ш. 30.505167° сх. д.     | Пам'ятник Володимиру Леніну розташований на території покинутого піонерського табора «Ленінець». | Пам'ятник Владіміру Леніну                 |
| Леніну Володимиру                                                  | на вулиці Ползунова, 2 | 50°26′27.8″ пн. ш. 30°29′3.1″ сх. д. / 50.441056° пн. ш. 30.484194° сх. д.      | Бетонний пам'ятник Володимиру Леніну встановлений на території Київського електровагоноремонтного заводу. Автор — скульптор Микола Шильников. |                                            |
| Леніну Володимиру                                                  | на Козацькій вулиці, 122 | 50°23′47.9″ пн. ш. 30°29′26.9″ сх. д. / 50.396639° пн. ш. 30.490806° сх. д.     | Повнофігурний пам'ятник Леніну був встановлений у сквері на одному з промислових підприємств. |                                            |
| Леніну Володимиру                                                  | на Предславинській вулиці, 35 | 50°25′24.4″ пн. ш. 30°31′24.4″ сх. д. / 50.423444° пн. ш. 30.523444° сх. д.     | Пам'ятник Володимира Леніна на території заводу «Радар». З 2020 року на ділянці заводу де був пам'ятник будується ЖК Stanford. |                                            |
| Леніну Володимиру                                                  | на Бориспільській вулиці, 7 | 50°26′53″ пн. ш. 30°39′40.5″ сх. д. / 50.44806° пн. ш. 30.661250° сх. д.        | Пам'ятник Володимиру Леніну встановлено на території заводу «Будмаш». | Пам'ятник Володимиру Леніну                |
| Леніну Володимиру                                                  | на Бориспільській вулиці, 9 | 50°26′45.2″ пн. ш. 30°40′8.9″ сх. д. / 50.445889° пн. ш. 30.669139° сх. д.      | Бронзовий пам'ятник Володимиру Леніну встановлено на території Київського радіозаводу в 1977 році, автори — скульптор Макар Вронський та архітектор Василь Гнєздилов. | Пам'ятник Володимиру Леніну                |
| Леніну Володимиру                                                  | на вулиці Вакуленчука, 1 | 50°24′8.4″ пн. ш. 30°40′19.7″ сх. д. / 50.402333° пн. ш. 30.672139° сх. д.      | Бетонна скульптура встановлена в 1960 році на території школи-інтернату № 10; вона зображає Володимира Ульянова (Леніна) дитиною. | Пам'ятник Володимиру Леніну                |
| Лепсе Івану                                                        | на бульварі Вацлава Гавела, 16 | 50°26′23.4″ пн. ш. 30°24′28.5″ сх. д. / 50.439833° пн. ш. 30.407917° сх. д.     | Пам'ятник радянському партійному діячеві Івану Лепсе було встановлено перед заводом, який носив його ім'я. Демонтовано у 2016 році | Пам'ятник Лепсе                            |
| Мануїльському Дмитру                                               | на розі вулиць Інститутська та Липська                                                                                                   | 50°26′41.6″ пн. ш. 30°32′10″ сх. д. / 50.444889° пн. ш. 30.53611° сх. д.        | Автори — скульптори М. К. Вронський і О. П. Олійник, архітектори М. Т. Катернога і Я. Ф. Ковбаса; відкрито в 1966 році. Пам'ятник являє собою бронзову напівфігуру на постаменті з граніту; висота монумента — 5,1 м. Від весни 2009 року за інформацією ЗМІ вилучений із держреєстру пам'ятників як такий, що уславлює осіб, що чинили репресії в Україні, та перебуває в черзі на знесення. На його місці має бути встановлений інший пам'ятник. Однак станом на 1 січня 2014 року пам'ятник перебував у переліку об'єктів культурної спадщини Печерського району в місті Києві. Зруйнований вночі 23 лютого 2014.                                                    |                                            |
| На честь дружби міст Києва та Москви, пам'ятний знак               | у сквері на розі вулиць Смолича та Героїв Маріуполя                                                                                      |                                                                                 | Демонтовано 1 вересня 2021 |                                            |
| Марксу Карлу                                                       | на Радянській площі, на місці пам'ятника Петру Столипіну                                                                                 | 50°27′0.7″ пн. ш. 30°31′26.2″ сх. д. / 50.450194° пн. ш. 30.523944° сх. д.      | Пам'ятник встановлено у 1922 році, знесено — у середині 1930-х рр. |                                            |
| Марксу Карлу                                                       | на території Кондитерської фабрики Рошен корпорації «Рошен», проспект Науки, 1.                                                          | 50°24′19.1″ пн. ш. 30°31′24.0″ сх. д. / 50.405306° пн. ш. 30.523333° сх. д.     | |                                            |
| Миколі І                                                           | Університетський сквер | 50°26′30.2″ пн. ш. 30°30′46.8″ сх. д. / 50.441722° пн. ш. 30.513000° сх. д.     | Відкритий 21 серпня 1896 року, до 100-річчя з дня народження Миколи І. Знесений більшовиками у 1920 році. Автор пам'ятника — архітектор Володимир Ніколаєв |                                            |
| Олександру ІІ                                                      | Європейська площа, на місці сходів до Хрещатого парку                                                                                    | 50°27′10.8″ пн. ш. 30°31′41.7″ сх. д. / 50.453000° пн. ш. 30.528250° сх. д.     | Відкритий 30 серпня 1911 року на Царській площі з нагоди 50-ліття скасування кріпосного права. Був найбільшим пам'ятником Олександру ІІ в Російській імперії. Відкривав пам'ятник безпосередньо імператор Микола ІІ. Знесений більшовиками у 1919 році. Автор пам'ятника — скульптор Етторе Ксіменес |                                            |
| Олександру ІІ (бюст)                                               | Сквер Інституту шляхетних дівчат |                                                                                 | Відкритий у 1883 році, у пам'ять про царювання імператора Олександра ІІ Романова. Знесений більшовиками у 1920-х рр. |                                            |
| Олександру ІІІ                                                     | Залізнична колонія, вулиця Фурманова | 50°26′18.2″ пн. ш. 30°29′0.9″ сх. д. / 50.438389° пн. ш. 30.483583° сх. д.      | Відкритий 1909 року на честь Олександра ІІІ. Демонтований радянською владою на початку 1920-х років. На місці пам'ятника 1972 року було встановлено погруддя Володимиру Кудряшову |                                            |
| Островському Миколі                                                | у парку імені Островського на Повітрофлотському проспекті                                                                                |                                                                                 | Відкрито у 1971 році. Автор — скульптор В'ячеслав Клоков. Бронзова напівфігура радянського письменника Миколи Островського була встановлена на прямокутному гранітному постаменті. Пам'ятник демонтовано в 2016 році. | ]                                          |
| Островському Миколі, пам'ятний знак                                | перед фасадом Електромеханічного технікуму залізничного транспорту на Повітрофлотському проспекті, 35                                    | 50°25′35.31″ пн. ш. 30°27′44.62″ сх. д. / 50.4264750° пн. ш. 30.4623944° сх. д. | Споруджено в 1978 році. Автори — скульптор Анатолій Харечко та архітектор Анатолій Ігнащенко. Романтизовану скульптурну постать письменника викарбувано з бронзи, встановлена на невисокому постаменті з сірого граніту. Демонтований 6 жовтня 2023. |                                            |
| Петровському Григорію                                              | на початку вулиці Грушевського біля будівлі Парламентської бібліотеки України                                                            | 50°27′3.8″ пн. ш. 30°31′45.9″ сх. д. / 50.451056° пн. ш. 30.529417° сх. д.      | Пам'ятник Григорію Петровському відкрито 7 травня 1970 року. Автори — скульптор О. П. Олійник та архітектор І. С. Ланько. Демонтований київською владою в листопаді 2009 року. На його місці має бути встановлений інший пам'ятник. |                                            |
| Помаранчевій революції                                             | | 50°27′46.6″ пн. ш. 30°31′4.6″ сх. д. / 50.462944° пн. ш. 30.517944° сх. д.      | |                                            |
| Примакову Віталію                                                  | У Наводницькому парку | 50°25′35″ пн. ш. 30°34′9″ сх. д. / 50.42639° пн. ш. 30.56917° сх. д.            | Пам'ятник на честь Віталія Примакова. Погруддя на постаменті; бронза, граніт. Скульптор Флоріан Коцюбинський, архітектор Ісроель Шмульсон. Відкритий у 1970 році. Демонтований 21 травня 2016 року. |                                            |
| Пушкіну Олександру                                                 | Берестейський проспект, біля центрального входу до Парку імені І. Багряного                                                              | 50°27′13.9″ пн. ш. 30°27′11.9″ сх. д. / 50.453861° пн. ш. 30.453306° сх. д.     | Відкритий 6 червня 1962, у 163-тю річницю з дня народження Пушкіна. Автори — скульптор Олександр Ковальов та архітектор Василь Гнєздилов. Бронзову скульптуру заввишки 3,35 м встановлено на постаменті з чорного полірованого лабрадориту з написом: «Пушкіну — український народ». Загальна висота — 7,17 м. Демонтований 15 листопада 2023 в рамках Пушкінопаду. |                                            |
| Пушкіну Олександрові, погруддя                                     | Перед Національним транспортним університетом на розі вулиць Лаврської та Суворова                                                       | 50°26′24.7″ пн. ш. 30°33′0″ сх. д. / 50.440194° пн. ш. 30.55000° сх. д.         | Встановлено 26 травня 1899 року на честь 100-річчя від дня народження фундатора російської літератури О. С. Пушкіна коштом викладачів і вихованців Києво-Печерської гімназії. Автор — скульптор Р. Р. Бах. Знесений 11 жовтня 2022 в рамках пушкінопада |                                            |
| Пушкіну Олександру, погруддя                                       | Вул. В'ячеслава Чорновола, на території школи-гімназії № 153                                                                             | 50°27′03.1″ пн. ш. 30°29′02.2″ сх. д. / 50.450861° пн. ш. 30.483944° сх. д.     | Вперше встановлено 1937. У 1970 р. встановили новий пам'ятник, відлитий з чавуну за оригіналом скульптора Леонори Блох.. Офіційно демонтований 26 жовтня 2023 року в межах Пушкінопада |                                            |
| Робітникам українцю та росіянину, в композиції Арка дружби народів | Хрещатий парк | 50°27′16.3″ пн. ш. 30°31′47.6″ сх. д. / 50.454528° пн. ш. 30.529889° сх. д.     | Центральний монумент композиції арки Дружби народів, присвячений об'єднанню України з Росією (скульптор Олександр Скобликов, архітектори Ігор Іванов, Сергій Миргородський і Костянтин Сидоров). Виконаний з металу, граніту і бронзи і є двофігурною композицією (висота — 6,2 м) робітників — росіянина і українця, що спільно підняли стрічку з орденом «Дружби народів». Демонтовано 26 квітня 2022 року |                                            |
| Учасникам Січневого збройного повстання 1918 року                  | У Маріїнському парку | 50°26′46″ пн. ш. 30°32′22″ сх. д. / 50.44611° пн. ш. 30.53944° сх. д.           | Відкрито 21 грудня 1967. Автори: скульптори Василь Вінайкін і Володимир Климов, архітектор Василь Гнєздилов. бронзову фігуру робітника (заввишки 4 м) на постаменті з чорного лабрадориту (2,5 м). Скульптура демонтована 23 грудня 2023 в рамках деколонізації, після повномасштабного російського вторгнення в Україну |                                            |
| Сталіну                                                            | на Європейській (тогочасній — Сталіна) площі                                                                                             | 50°27′10.8″ пн. ш. 30°31′41.7″ сх. д. / 50.453000° пн. ш. 30.528250° сх. д.     | Було встановлено на постаменті колишнього монументу Олександрові II у 1930-ті рр. Після гітлерівської окупації під час Другої Світової війни її спорудили заново. Скульптура була задумана як тимчасова заміна проектованого грандіозного монументу на головній площі, і була споруджена з нетривких матеріалів, офіційної інформації про неї практично не збереглося. Після XX з'їзду КПРС (1956), який засудив культ особи, її було знесено. |                                            |
| Столипіну Петру                                                    | Думська площа | 50°27′0.7″ пн. ш. 30°31′26.2″ сх. д. / 50.450194° пн. ш. 30.523944° сх. д.      | Відкритий 6 вересня 1913 року перед будівлею Київської міської думи. Знесений українським революційним натовпом 16 березня 1917 року у ході підготовки до Свята Свободи. Автор пам'ятника — скульптор Етторе Ксіменес |                                            |
| Суворову Олександрові                                              | Перед Київським військовим ліцеєм імені Івана Богуна на бульварі Лесі Українки № 25.                                                     | 50°25′23″ пн. ш. 30°32′40″ сх. д. / 50.42306° пн. ш. 30.54444° сх. д.           | Пам'ятник було відкрито 15 вересня 1974 року перед тодішнім Суворівським військовим училищем. Автор пам'ятника — скульптор І. С. Зарічний. Демонтовано у 2019 році. |                                            |
| Екіпажу бронепоїзда «Таращанець»                                   | у парку імені екіпажу бронепоїзда «Таращанець» на розі вулиць Ялтинської та Заслонова                                                    | 50°25′42.9″ пн. ш. 30°39′16.6″ сх. д. / 50.428583° пн. ш. 30.654611° сх. д.     | Пам'ятник являє собою бронзову скульптурну композицію на гранітному п'єдесталі, висота пам'ятника — 3,7 м. Відкрито у 1974 році. Автори — скульптор В. І. Зноба, архітектори Є. Пильник. 16 грудня 2023 демонтовано в рамках декомунізації. | Пам'ятник екіпажу бронепоїзда «Таращанець» |
| Тріумфальна арка                                                   | На місці сучасного Повітрофлотського шляхопроводу                                                                                        | 50°26′54.6″ пн. ш. 30°28′58.3″ сх. д. / 50.448500° пн. ш. 30.482861° сх. д.     | Споруджена у 1857 році на честь приїзду до Києва імператора Олександра ІІ. Розібрана у середині 1880-х рр. |                                            |
| Фрунзе Миколі                                                      | Пам'ятник М. В. Фрунзе на території колишнього Київського вищого загальновійськового командного училища ім. Фрунзе на проспекті Перемоги | 50°27′23″ пн. ш. 30°25′30″ сх. д. / 50.45639° пн. ш. 30.42500° сх. д.           | Демонтовано 1992 року |                                            |
| Чекістам                                                           | у скверику посередині Либідської площі                                                                                                   | 50°24′44.3″ пн. ш. 30°31′30.8″ сх. д. / 50.412306° пн. ш. 30.525222° сх. д.     | Прямокутна вертикальна стела з червоного граніту, на якій були висічені (горельєф) суворі обличчя чекістів. Пам'ятник було споруджено 1967 року. Автори — скульптор В. З. Бородай та архітектор А. Ф. Ігнащенко. Від 1990-х років київська громадськість висувала вимоги про знесення пам'ятника на честь осіб, що чинили репресії в Україні. Остаточно демонтований у травні 2016 р. |                                            |
| Чкалову Валерію                                                    | в сквері на розі вулиць Олеся Гончара і Михайла Коцюбинського                                                                            | 50°26′59.6″ пн. ш. 30°30′10″ сх. д. / 50.449889° пн. ш. 30.50278° сх. д.        | Демонтовано 8 лютого 2023 року |                                            |
| Чубарю Власу                                                       | на Відрадному проспекті | 50°25′42″ пн. ш. 30°25′51″ сх. д. / 50.42833° пн. ш. 30.43083° сх. д.           | Пам'ятник радянському партійному діячеві Власу Чубарю встановлено у 1970 році. Скульптор І. П. Шаповал, архітектор І. Г. Шемседінов. Демонтовано у 2009 році за рішенням міської влади. |                                            |
| Щорсу Миколі                                                       | посередині бульвару Тараса Шевченка, на розі з вулицею Симона Петлюри                                                                    | 50°26′36.9″ пн. ш. 30°29′49.78″ сх. д. / 50.443583° пн. ш. 30.4971611° сх. д.   | Відкритий 30 квітня 1954 року на місці Пам'ятника Бобринському. Автори — скульптори Михайло Лисенко, Микола Суходолов і Василь Бородай, архітектори Олександр Власов і Олексій Заваров. Бронзова кінна статуя Щорса знаходилася на гранітному п'єдесталі (заввишки 6,5 м); карниз і фриз прикрашені більшовицькими пропагандистськими барельєфами. Загальна висота — 13,8 м. 9 грудня 2023 була демонтована статуя, проте барельєфи на постаменті залишили. |                                            |
|                                                                    | |                                                                                 | |                                            |